# Gouinia brasiliensis
Gouinia brasiliensis là một loài thực vật có hoa trong họ Hòa thảo. Loài này được (S.Moore) Swallen mô tả khoa học đầu tiên năm 1935.